# Ареа Артиђанале (Кремона)
Ареа Артиђанале је насеље у Италији у округу Кремона, региону Ломбардија.
Према процени из 2011. у насељу је живело 8 становника. Насеље се налази на надморској висини од 38 м.